# إسبيريدون الأول
البطريرك اسبيريدون الأول (1838 - 1921)
بطريرك أنطاكية وسائر المشرق للروم الأرثوذكس وخليفة بطرس وبولس لكنيسة أنطاكية الأرثوذكسية.

## حياته
ولد البطريرك اسبيريدون في 25 آذار 1838 في قرية متواضعة في قبرص ، درس في مدرسة الصليب المقدس اللاهوتية في القدس .
في 5 نيسان 1858 رسم شماساً وارتقى حتى أصبح رئيس الشمامسة في دير القديسين قسطنطين وهيلانة في القدس . وفي عام 1874 رسم كاهناً وشغل منصب رئيس دير في غزة .

## بطريركيته
في 14 شباط 1891 انتخب بطريركاً لبطريركية أنطاكية وسائر المشرق للروم الأرثوذكس .
وفي عهده وصلت الأزمة البطريركية إلى ذروتها .
ونتيجة لذلك أجبر البطريرك اسبيريدون على الاستقالة في 12 شباط 1898، وتحت الضغط الشديد أُجبِر بطريرك القسطنطينية على قبول الاستقالة ، واعترف الباب العالي بها أيضاً في 23 شباط من العام نفسه.

## وفاته
توفي البطريرك اسبيريدون الأول في 16 كانون الثاني 1921 في جزيرة خالكي .